# As-Salam al-Malaki al-Urdoni
"As-Salam al-Malaki al-Urdoni" (em árabe السلام الملكي الأرد, que significa Longa vida ao Rei da Jordânia) é o hino nacional da Jordânia. Adotado em 1946, foi escrito por Abdul Monem al-Rifai, e sua música foi composta por Abdul Qader al-Taneer.